# Rau (roman)
Pour les articles homonymes, voir Rau.
Rau (également appelé Rauu) est un roman de fiction historique de 1972 en marathi, écrit par Nagnath S. Inamdar (en). 
L'histoire tourne autour de la romance fictive entre les personnages historiques réels du général marathe et peshwâ Baji Rao Ier et sa deuxième épouse Mastani (née d'un père hindou et d'une mère musulmane). Le roman tourne autour de l'indignation causée par la relation entre les membres de la famille de Baji Rao et les prêtres hindous orthodoxes.
Rau a été adapté dans un long métrage en 2015 sous le nom de Bajirao Mastani, il a été réalisé par Sanjay Leela Bhansali avec Deepika Padukone, Ranveer Singh et Priyanka Chopra dans les rôles principaux. Le roman a également été utilisé comme base pour plusieurs autres films et séries télévisées en hindi et en marathi depuis sa publication. 

## Traductions
Le livre a été traduit en hindi en 2008 et publié sous le titre Rau Swami par Bharatiya Jnanpith. Il a également été traduit en anglais par Vikrant Pande en 2016 et publié sous le titre Rau : La Grande Histoire d'amour de Bajirao Mastani par Pan Macmillan.